# سهاد حسن
سهاد حسن(-) إعلامية عراقية
 لقبت بفاتنة الشاشة العراقية وتعتبر أول مذيعة تفتتح البث الملون عام 1976

## حياتها
بدايتها كانت في الإذاعة وهي في سن السابعة عشر عاما قبل انتقالها إلى التلفزيون وعملت مع المذيعين الراحلين رشدي عبد الصاحب ومقداد مراد

## مشوارها المهني
بدأت مشوارها المهني في الحقل التلفزيوني عام 1970 بعد اجتيازها دورة إذاعية وتلفزيونية حيث عملت كمذيعة ربط ثم تحولت إلى مقدمة برنامج لطلبات المشاهدين عبر الرسائل البريدية عام 1971. في عام 1973 بدأت بقراءة نشرات الأخبار للدول العربية اشتركت فيها مع رشدي عبد الصاحب وحصلت النشرة الإخبارية التي قدمتها على المرتبة الأولى في العالم العربي 
. اشتركت في برنامج في بولندا.كلفت عام 1976 بافتتاح المحطة الجديدة للتلفزيون الملون في العراق.بالإضافة إلى العمل مذيعة للأخبار قدمت برامج إخبارية أسبوعية مثل حول العالم وبرنامج العالم في أسبوع. 
في مطلع الثمانينات أصبحت رئيسة قسم مذيعات التلفزيون.حصلت على لقب المذيع الأول قبل احالتها للتقاعد.اختفت قسريا عن الأنظار لمدة 14 عاما، منذ عام 1990

## قضية الحكم عليها بالإعدام
تم اعتقالها وسجنها بسبب تعليقها الساخر على ملابس الرئيس صدام حسين ،قائلة:
 تم بعدها نقل حديثيها حرفياً للرئيس، وبعد شهر جاء رجال الآمن لمنزلها ونقلوها للأمن العام، وخضعت للتحقيق، ومضت شهر في الأمن العام ثم أحالوها لمحكمة الثورة، وتم رفع أوراقها وبعد خمس أشهر جاء قرار رئيس الجمهورية وصدر القرار القاضي بمحكمة الثورة باسم بالإعدام شنقًا حتى الموت ومصادرة الأملاك المنقولة وغير المنقولة».
تم نقلها لسجن النساء مع سجينات حزب الدعوة، وقضت فيها معهن 17 يومًا، ثم جاء مرسوم جمهوري خفضوا الحكم للمؤبد، وبعد عامين بعد حرب الخليج عام 1991 جاء عفو شمل السياسيين كلهم، وكنت واحدة منهن» .
،عملت في قناة الشرقية عام 2004 لفترة قصيرة،بعد مرضها ومصادرة ممتلكاتها بعد تعرضها وابنها لمضايقات في 2006 اضطرت للسفر إلى الأردن